# Frise des archers
La frise des archers, ou frise des Immortels, est une œuvre d’art murale composée de briques glaçurées à reliefs, retrouvée dans le palais achéménide de Suse.
Elle montre une trentaine d’archers reconstitués ainsi que quelques briques fragmentaires qui ont consacré la réputation du décor architectural susien. 
Commanditée par Darius  Ier, cette frise est aujourd’hui majoritairement conservée au musée du Louvre (salle 307), bien que certains fragments soient présents au British Museum et au Musée national d'Iran.  

## Découverte et localisation
Les briques composant la frise des archers ont toutes été trouvées dans les environs du palais achéménide de Suse, pour la majorité autour de l’apadana de ce site archéologique. Une première série de briques a été découverte par le couple d’archéologues formé par Jane Dieulafoy (1851-1916) et Marcel Dieulafoy (1844-1920) lors de leurs fouilles du site entre 1884 et 1886. Ils décrivent alors leur découverte en ces termes : 
« Le Tableau représente des archers vus de profil, en marche, la javeline à la main, l’arc et le carquois sur l’épaule. Les uniformes, de couleurs différentes, sont taillés sur le même modèle : jupe fendue de côté, chemise courte, serrée à la taille par une ceinture [...] Oreilles et poignets sont chargés de boucles et de bracelets d’or [...]. Les étoffes des uniformes sont d’une étonnante richesse. »
On doit par ailleurs à ce couple de nombreuses photographies de leurs fouilles de ce site de la Susiane qui sont consignées dans leurs récits de voyage L’Art antique de la Perse, l’Acropole de Suse et Le tour du monde. La frise des archers est ensuite embarquée dans un croiseur, le Sané, en compagnie des chapiteaux achéménides qu’ils ont également découverts, en direction du musée du Louvre.
Une autre partie de ces découvertes majeures pour l’histoire de l’art achéménide a également été faite par Jacques de Morgan (1857-1924), envoyé en Perse par le Ministère de l’instruction publique entre 1889 et 1891. Il rapporte de son voyage d’autres fragments de la frise, ainsi que des plans et de nombreux dessins.
Enfin, dans la dernière phase des fouilles par la Délégation Scientifique Française en Perse avant la première guerre mondiale, l’archéologue Roland de Mecquenem (1877-1957) découvre en 1903 une autre partie de cette œuvre et l’envoie au Musée du Louvre, où la majorité de ces vestiges sont conservés actuellement.

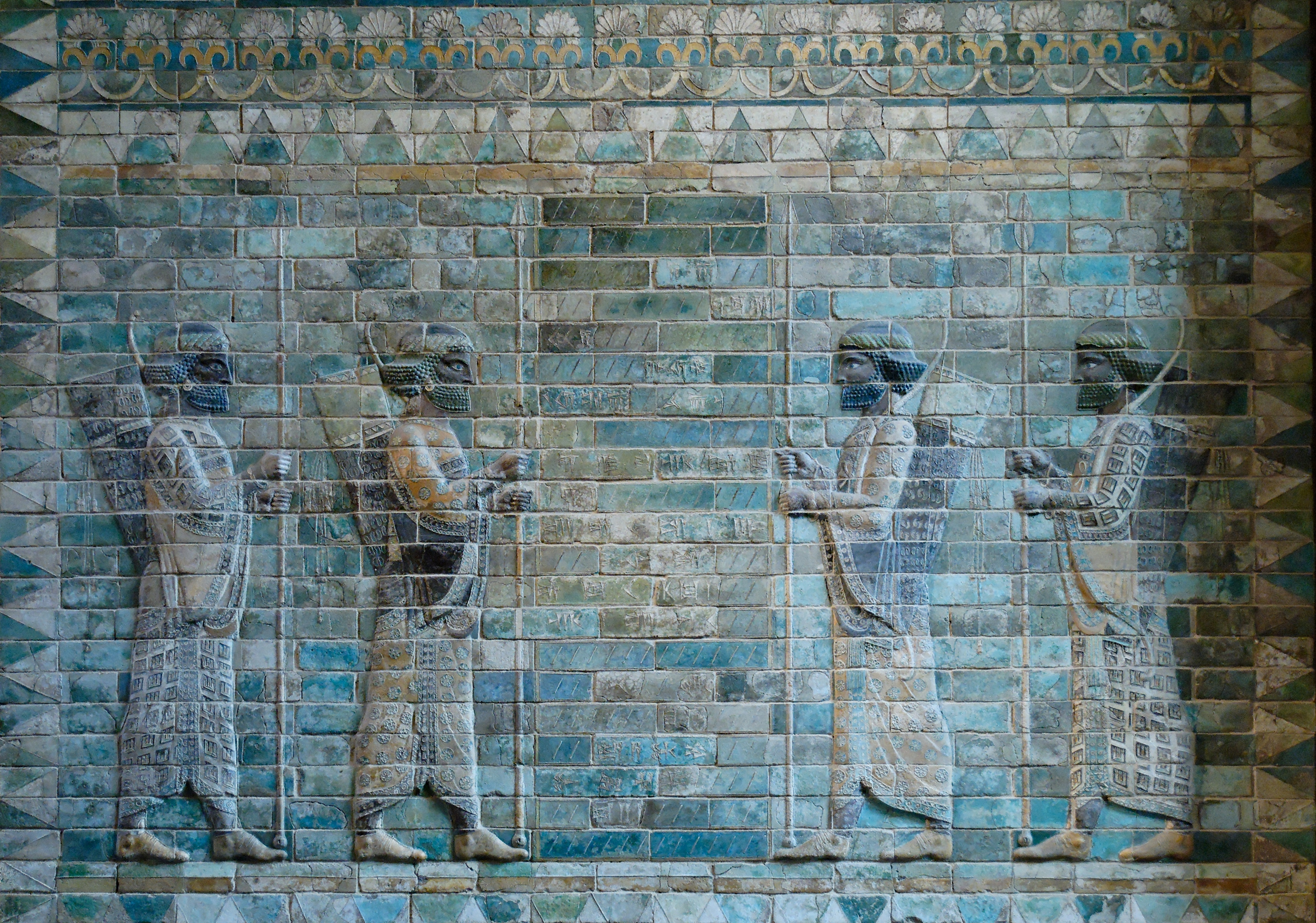
Les archers convergeant vers une inscription, maintenant conservée dans les vitrines du Musée du Louvre.

La localisation originelle de la frise est toutefois inconnue, puisque les briques ont été sujettes à remploi dans différents monuments de l’Antiquité. Cependant, grâce à la localisation connue de la frise des lions, autre trésor achéménide, on peut supposer que la frise des archers devait décorer la terrasse de l’apadana, mais aussi la cour C3, à l’Est, ouverte sur l’appartement royal, ou bien autour du côté du mur extérieur du palais, au nord de la porte orientale,. Ces briques ont en effet été trouvées à l’ouest de la cour orientale, à proximité de l’entrée du palais. Par la découverte d’une Charte de Fondation trilingue au nom de Darius et de Otanès à proximité, Dieulafoy a également déduit que certains éléments de la Frise des archers devaient converger vers cette inscription, ce qui explique le parti de remontage adopté au Musée du Louvre.

## Description
La frise des archers constitue le motif le plus représenté au sein des collections de briques achéménides de Suse. Orientés vers la gauche ou vers la droite selon leur localisation, c’est-à-dire convergeant vers une entrée, un escalier ou une inscription, les archers sont représentés de profil, leur œil cerclé de noir étant le seul élément figuré de face. Ils ont majoritairement la peau brune même si, selon Pierre Amiet et contrairement aux affirmations de Marcel Dieulafoy, cet élément n’est pas à associer avec un quelconque caractère ethnique. On compte également quelques archers à la peau blanche figurés, étonnamment, sur briques à glaçure sans relief retrouvés plus loin, sur le tell de l’apadana. Les guerriers à l’arc sont ici tous figurés avec l’ample robe d’apparat perse, de couleur jaune, brune et blanche, aux motifs de tours et de rosettes, en alternance. Cette alternance est par ailleurs le fait des remontages de ces œuvres, elle est donc à considérer avec précaution.
Les archers portent également sur une épaule un arc, dont l'extrémité supérieure porte un bec de cane, peut-être en référence aux décors des arcs composites Scythes. Dans leur dos figure un carquois brun à motifs verts et jaunes d’où pendent des glands. Ces motifs ovales sur les carquois seraient par ailleurs une imitation d’une peau animale. Enfin, ils tiennent à deux mains une lance dont la partie inférieure, reposant sur le pied avant du guerrier, à la manière élamite, se termine par un globe, que certains ont identifié à une grenade ou à une pomme, ce qui a valu à cette frise d’être associée à une représentation de Mélophores.
Les archers sont également parés de bijoux : ils portent à chaque poignet un bracelet d’or, correspondant à ceux découverts dans de nombreuses tombes susiennes. Ils possèdent également une boucle d’oreille, qui était réalisée en dorure. Leurs épais cheveux bouclés sont, quant à eux, ornés d’un bandeau torsadé, identifié comme un filet par certains chercheurs. Ils possèdent tous une barbe courte et un sourcil très arqué faisant ressortir l’œil souligné de noir représenté de face. 
Enfin, ils étaient placés sur un fond bleu-vert, et encadrés de motifs géométriques ou floraux polychromes, réalisés à plat.

### Matériaux

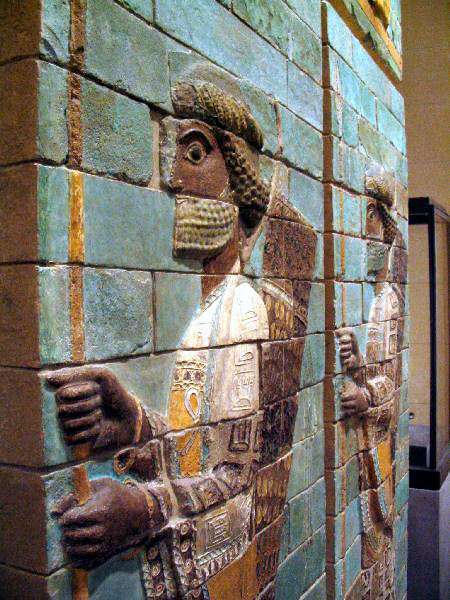
Les archers de Suse : on distingue l'utilisation du bas-relief mais aussi l'ancien emplacement des dorures sur les bracelets des archers.

Les briques qui composent la frise des archers sont réalisées en pâte siliceuse à glaçure et à relief, une technique de tradition mésopotamienne qui était utilisée à Suse depuis la période médio-élamite. Cependant, certains des fragments de la frise, notamment des détails sur la robe des archers, sont réalisés en briques en argile à glaçure, probablement le résultat de considérations économiques et/ou pratiques. On compte également des détails de dorures, notamment les bracelets que portent les archers à leurs poignets.
Ces briques à pâte siliceuse sont obtenues par plusieurs cuissons successives : la pâte était d’abord coulée dans un moule, puis cuite une première fois. L’artisan obtient ainsi son biscuit. Avec la deuxième cuisson, il réalise les cloisons du dessin, qui lui permettent d’isoler les émaux de différentes couleurs qui sont appliqués à la suite de cette étape de la confection de la brique. Enfin, une troisième cuisson vient fixer la couleur et fait apparaître la brillance de la glaçure,.
Grâce aux analyses par diffraction X menées depuis leur découverte, l’origine des couleurs est également connue. On sait donc que des oxydes étaient mêlés à la préparation siliceuse : l’antimoniate de plomb était utilisé pour le jaune et les teintes orange, le cuivre servait à la fabrication du bleu-vert, tandis que du fer et du manganèse étaient mélangés pour obtenir le noir et le brun. Quant au blanc, il était obtenu après opacification à l’étain de la préparation siliceuse,. Ces oxydes étaient par ailleurs utilisés depuis le IIème millénaire dans les préparations de faïence et de verrerie de l’Égypte, de l’Assyrie et des royaumes mésopotamiens.
Les ateliers devaient probablement être situés à proximité du chantier de Suse, palliant ainsi l’absence de carrières de pierre, contrairement au palais de Persépolis, dont les bas-reliefs sont réalisés dans cette matière.
Malheureusement, la brillance des émaux utilisés s’est aujourd’hui décomposée sous l’effet du temps et de l’humidité. On peut toutefois concevoir que, sous le soleil de la Perse antique, les couleurs devaient briller au soleil et présenter une grande résistance aux intempéries, justifiant leur utilisation.

### Proportions des reliefs

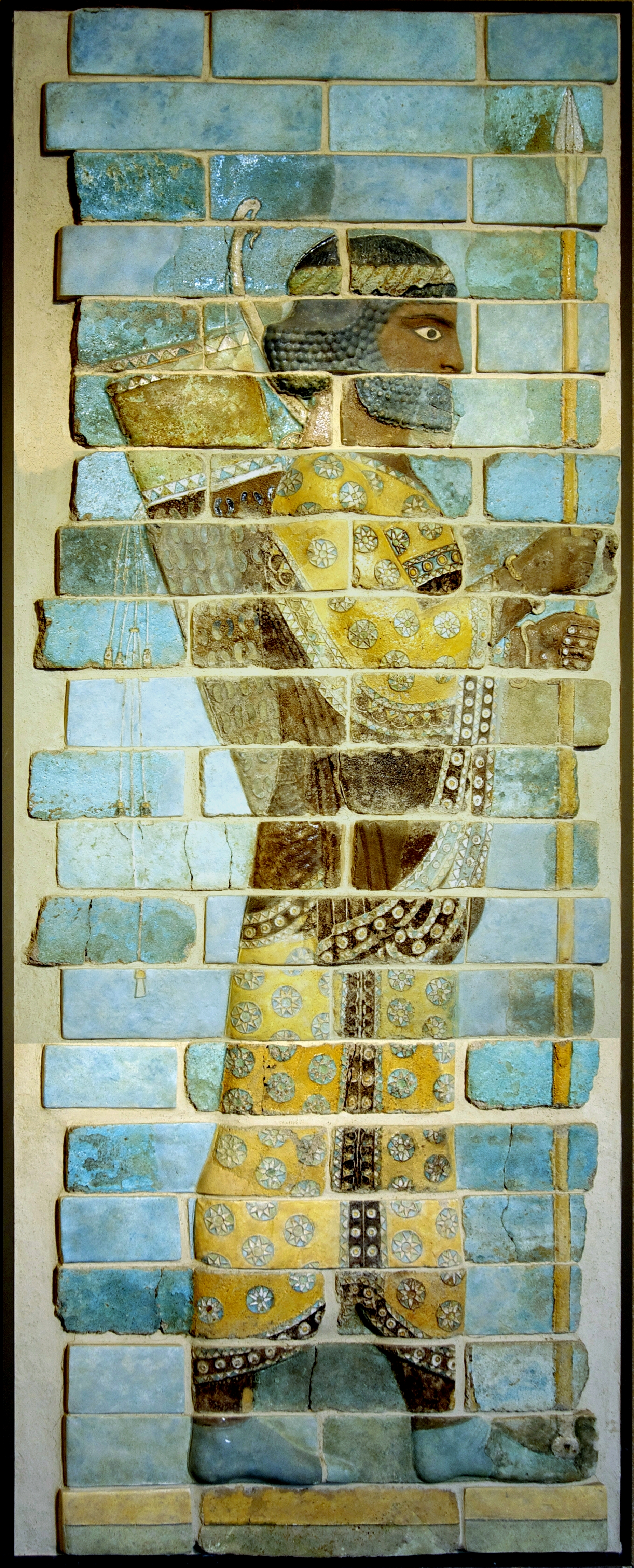
Le placement des briques, s'il n'est pas le même dans cette reconstitution, permet néanmoins de constater la standardisation des corps et de leurs proportions. On distingue bien ici également l'arc en bec de cane et le bout de la lance reposant sur le pied avant de l'archer.

La frise des archers permet également d’observer la minutie dont ont fait preuve les artisans en travaillant à la restitution des proportions du corps humain. Se basant sur les unités de mesure persépolitaines de la paume et de l’avant-bras, ils ont construit les bas-reliefs de Suse sur une proportion de 4⁄5 d'une taille naturelle. La formation des bas-reliefs en briques prend alors tout son sens : des lignes de guides étaient en effet formées par les joints séparant les briques. Chaque archer fait alors environ 1,46 m de haut, des pieds au sommet de la couronne tressée. En brique, cela équivaut à une hauteur de 17 briques, chacune mesurant 8,5 cm de côté. Le visage occupe une largeur de 8 briques de mêmes dimensions, de la ligne extérieure des cheveux jusqu’à la base du nez. Cette unité modulaire de 8,5 cm correspond à la paume persépolitaine de quatre doigts et montre l’effort systématique des artistes dans la standardisation du corps des archers susiens. Une version plus réduite de cette frise existe, montrant des archers à la peau blanche représentés sur des briques de 9 et 7 cm selon les mêmes proportions. La constitution des bas-reliefs en différentes briques prend alors également un sens et a probablement aidé à la composition de ces reliefs.

## Influences artistiques
Si le motif représenté par cette frise d’archer est un exemple purement achéménide, il s’inspire tout de même de modèles ayant déjà existé. Ainsi, dans l’attitude des personnages, on retrouve un emprunt à l’iconographie élamite de la première moitié du IIème millénaire avant notre ère, ainsi que dans les détails anatomiques et vestimentaires qui évoquent également une influence mésopotamienne,. La technique du bas-relief qui est utilisée suggère enfin une influence grecque, bien que moindre en comparaison avec celle de son homologue persépolitain. De plus, les variations dans la profondeur des bas-reliefs et l’utilisation de la profondeur de champs atteste la présence d’artisans grecs sur le chantier de construction du palais et de ses décors. On trouve ici une opposition avec la représentation des bas-reliefs proche-orientaux, par exemple Assyriens, qui représentaient la superposition de figures en deux dimensions. Toutefois, il faut noter un parallèle possible avec les hauts-reliefs de l’époque de Sargon II, qui utilisaient cette variation de profondeur bien que le support soit légèrement différent. L’influence grecque sur ces reliefs se note aussi par la création et le traitement des robes, qui est, de l’aveu du grand roi lui-même, une contribution du peuple ionien. Darius Ier semble donc ici affirmer sa volonté de syncrétisme culturel en mêlant les influences stylistiques et le savoir-faire d’artisans d’origines différentes, appelés des différentes frontières de son empire.

## Débats iconographiques et idéologiques
La question de l’identification des personnages est un élément qui interroge encore aujourd’hui les chercheurs. Si l’utilisation de personnages portant l'arc est associée à la position de Darius comme « premier archer du royaume  », utilisant l’arc comme symbole monarchique, on ne saurait réduire ces représentations à cette simple association entre le roi et les membres de son armée. Ainsi, le problème d’identification n’est toujours pas résolu aujourd’hui ; ces archers sont-ils, comme l’affirme Marcel Dieulafoy, les Dix-Mille Immortels du Grand Roi ? Sont-ils, selon Pierre Amiet, une représentation du peuple perse en armes, associé ainsi au Grand Roi, comme un hommage ? Est-ce la noblesse susienne à qui Darius confie la garde de son palais, comme l’affirme Jean Perrot ? Représentent-ils des Élamites, reconnaissables au filet dans leurs cheveux et au décor de l'extrémité supérieure de leur arc ? Cette dernière assimilation, si elle a été considérée par les chercheurs, est aujourd’hui écartée par Annie Caubet, conservatrice générale du patrimoine au Musée du Louvre, puisque les chaussures comportent trois lanières à bouton et une languette, alors que les élamites portent des bottes, mais aussi parce que certains détails des vêtements les rapprochent également plus des Perses que des Élamites. 
La question demeure alors aujourd’hui encore sujette à débat, mais quelle que soit sa conclusion, on peut avancer sans risque que l’affirmation de la Perse comme un empire puissant et de populations diverses devait être au cœur des volontés artistiques et idéologiques de Darius Ier. La démultiplication de ce motif à Suse, ainsi qu’à Persépolis en compagnie des frises d’innombrables dignitaires de l’empire servait à conférer un «  message de discipline et d'irrésistible force ». Le décor architectural des archers servait sans aucun doute à inaugurer l’expression de l’idéologie impériale, détachée de tout contexte narratif, contrairement aux bas-reliefs assyriens montrant des scènes de bataille. Après avoir affirmé sa puissance militaire en chassant l’usurpateur Gaumata/Smerdis, épisode représenté sur le bas-relief de Behistun, ce sont des processions guerrières en paix, calmes et organisées, qui ont la préférence du souverain, et qui régiront les décors de l’architecture de ses palais. En utilisant des artisans d’horizons divers, Darius Ier marque son pouvoir par la construction de ses palais, en fondant ses nouvelles capitales et renoue ainsi avec l’idéal de paix de Cyrus II.

## Reconstitution des bas-reliefs

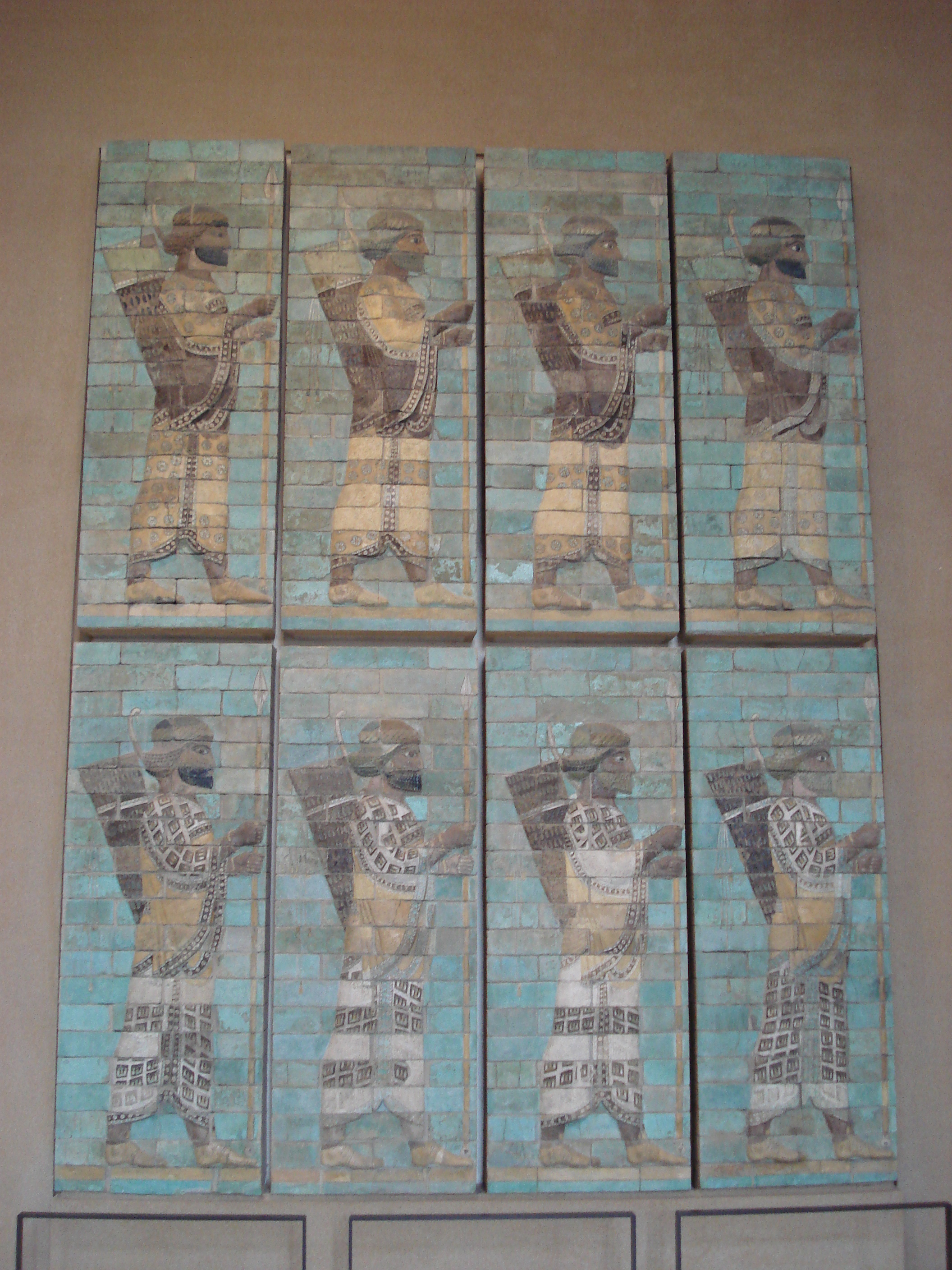
Les « archers Mecquenem »

La reconstitution des œuvres présentes au musée du Louvre est le fait de décisions prises par les archéologues Roland de Mecquenem et Marcel Dieulafoy et est à considérer avec prudence. Le remontage adopté par ce dernier repose sur le modèle fourni par la frise des lions, et a pour objectif de rendre le caractère majestueux de ces reliefs. L’alternance des motifs des robes est un choix fait par l’archéologue, comme leur convergence vers la Charte de Fondation du palais. Dieulafoy choisit également de faire dépasser la pointe des lances de quatre briques par rapport à la tête des personnages, afin d’en renforcer l’aspect monumental. Enfin, alors même que les briques étaient jointives dans leur disposition antique, il les assemble en assise superposée à larges joints alternants, noyant les briques dans un assemblage de plâtre et de mortier coloré qui rend le discernement entre les briques modernes et anciennes très difficile. Par ailleurs, on compte environ 60% de briques originales dans cette restitution. Une restauration de cette œuvre en 1995 a toutefois allégé cette dernière intervention. La répartition de ces reliefs en deux parties résulte quant à elle de contraintes techniques de présentation et n’a pas été modifiée depuis 1936 pour les mêmes raisons.
Les vingt archers retrouvés par Roland de Mecquenem ont, à l’opposé, été remontés en panneaux séparés convergeant vers ceux de son prédécesseur. Il les restitue en deux files superposées, ce qui correspond également à une contrainte technique, mais les place en harmonie avec la version des “Archers Dieulafoy”. Si cette dernière version est qualifiée d’illusionniste, l’assemblage de De Mecquenem est plus modeste, et correspond au parti de remontage adopté à son époque pour les œuvres perses, et a permis de discerner de légères différences entre les visages des archers, résultant des artistes différents travaillant sur ces reliefs. Les 50% d’éléments modernes de ces reconstitutions ont été réalisés par moulage sur les briques antiques, causant un raccordement imparfait entre les briques anciennes et modernes, mais permettant de distinguer les éléments reconstitués. Les restaurateurs ont également utilisé des joints alternés pour cette série, les creusant afin de souligner leur aspect morcelé.